# Emma Louisa Turner
Emma Louisa Turner (Royal Tunbridge Wells, 9 giugno 1867 – Cambridge, 13 agosto 1940) è stata un'ornitologa britannica.
Pioniera della fotografia degli uccelli, la Turner iniziò a fotografare all'età di 34 anni, dopo aver incontrato il fotografo naturalista Richard Kearton. Si unì alla Royal Photographic Society (R.P.S.) nel 1901 e nel 1904 iniziò a tenere discorsi illustrati con le sue diapositive fotografiche; nel 1908, all'età di 41 anni, divenne docente di professione.
La Turner trascorreva parte di ogni anno a Norfolk e la sua foto del 1911 di un tarabuso nella contea fu la prima prova del ritorno della specie nel Regno Unito come uccello riproduttore, dopo la sua estinzione locale alla fine del XIX secolo. Viaggiò inoltre molto sia nel Regno Unito che all'estero fotografando uccelli.
Fu autrice di otto libri e molti articoli di giornali e riviste, e la sua foto di uno svasso maggiore le fece ottenere la medaglia d'oro della R.P.S. Fu una delle prime donne a divenire membro della Linnaean Society e la prima donna membro onorario della British Ornithologists' Union. Sebbene non fosse laureata, era anche membro onorario della British Federation of University Women. Perse la vista due anni prima di morire.

## Biografia
Emma Louisa Turner nacque il 9 giugno 1867 a Langton Green, Royal Tunbridge Wells, in Kent, da John ed Emma (nata Overy) Turner. Era la loro quarta e ultima figlia, dopo una sorella, Mary, e i fratelli John e Frank. Suo padre era un droghiere e venditore di tessuti con tre dipendenti di negozio. La famiglia era abbastanza benestante da assumere una governante e una domestica e mandare Emma in un collegio.
La madre di Turner morì nel 1880, quando lei aveva 13 anni, e con la morte della sorella maggiore Mary nel 1891, la vita della donna si basò per la maggior parte sulla famiglia, anche dopo aver iniziato la carriera fotografica. Ciò continuò almeno fino alla morte di suo padre, all'età di 83 anni, nel 1913. Potrebbe anche aver aiutato a prendersi cura dei figli di suo fratello Frank tra la morte della sua prima moglie, Annie, nel 1895, e il suo nuovo matrimonio circa cinque anni dopo.

## Hickling Broad

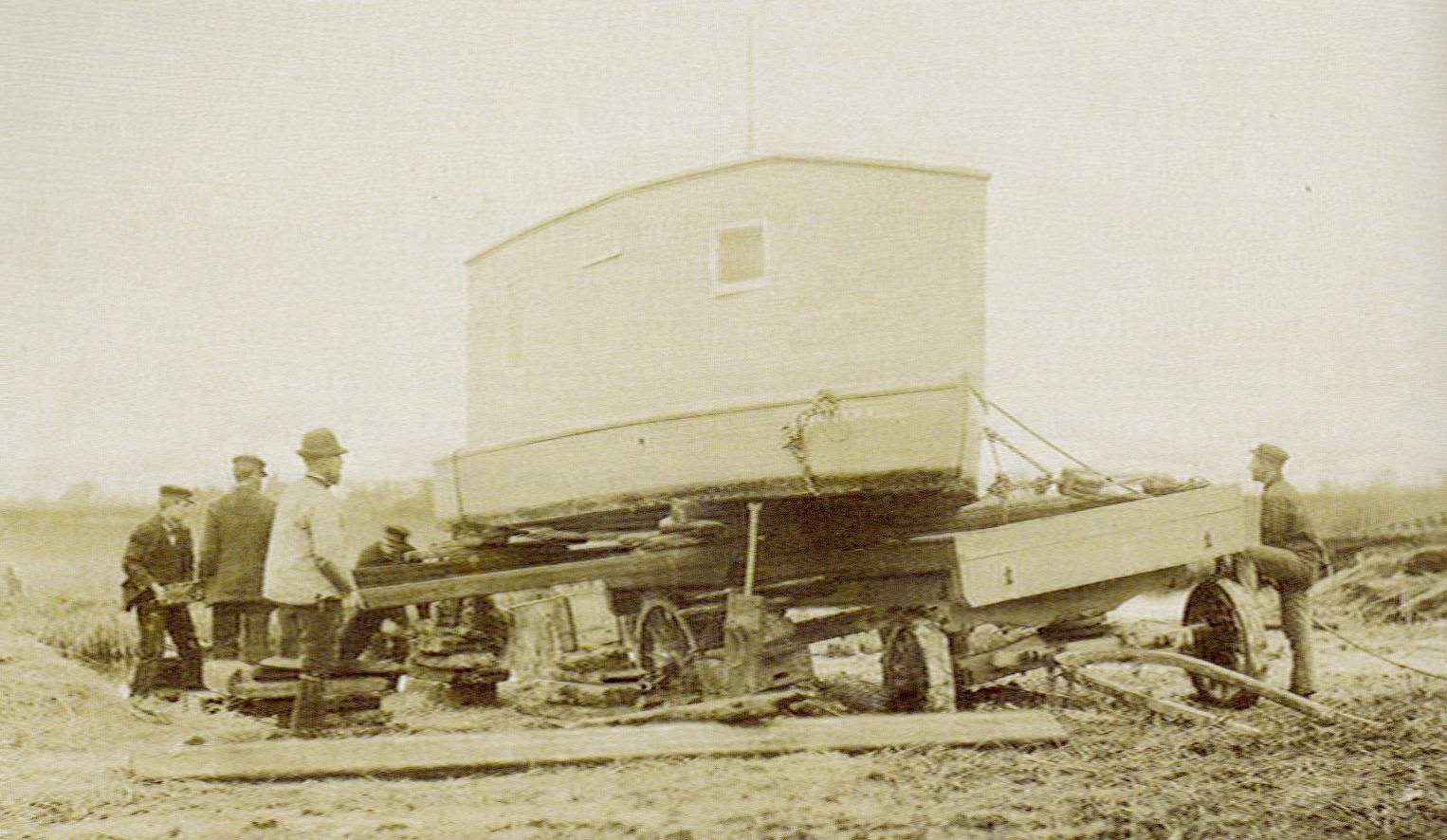
La casa galleggiante della Turner, marzo 1905

La Turner iniziò a fotografare dopo aver incontrato il pioniere della fotografia naturalista Richard Kearton nel 1900, entrando a far parte della Royal Photographic Society nel 1901, e nel 1904 aveva iniziato a tenere conferenze pubbliche illustrate con diapositive a lanterna delle sue stesse fotografie. Nel 1908 fu divenne docente professionista, producendo il proprio materiale pubblicitario, e nel censimento del 1911 diede la sua occupazione come "docente di ornitologia ". In genere fotografava da vicino al suo soggetto utilizzando un'attrezzatura fotografica con lastre a secco
Visitò per la prima volta le riserve naturali di Norfolk nel 1901 o nel 1902. Le sue prime conoscenze includevano il guardiacaccia Alfred Nudd, che l'avrebbe portata in punt in luoghi fotografici, e il parente Cubit Nudd, che divenne il suo aiutante generale sul posto. Un altro guardiacaccia e cacciatore di uccelli selvatici professionista, Jim Vincent, utilizzò la sua vasta conoscenza della zona per trovare uccelli e nidi. L'amico della Turner, il reverendo Maurice Bird, probabilmente presentato alla donna da Richard Kearton, tenne un diario di storia naturale per 50 anni e fu quindi anche in grado di condividere informazioni con lei.
Per un quarto di secolo, la Turner visse e lavorò per parte dell'anno inclusi due inverni, nella riserva naturale di Hickling a Norfolk. Soggiornò principalmente su una casa galleggiante di sua progettazione, alla quale diede il nome del porciglione europeo ( Rallus aquaticus ), il primo uccello che fotografò nelle riserve. La barca a fondo piatto fu trasportata a Hickling su un carrello e varata nel marzo del 1905. Possedeva anche una capanna su una piccola isola nel sud-est ella riserva di Hickling, che divenne nota come "Turner's Island". La capanna veniva utilizzata come camera oscura fotografica e come camera da letto per gli ospiti durante la loro permanenza.

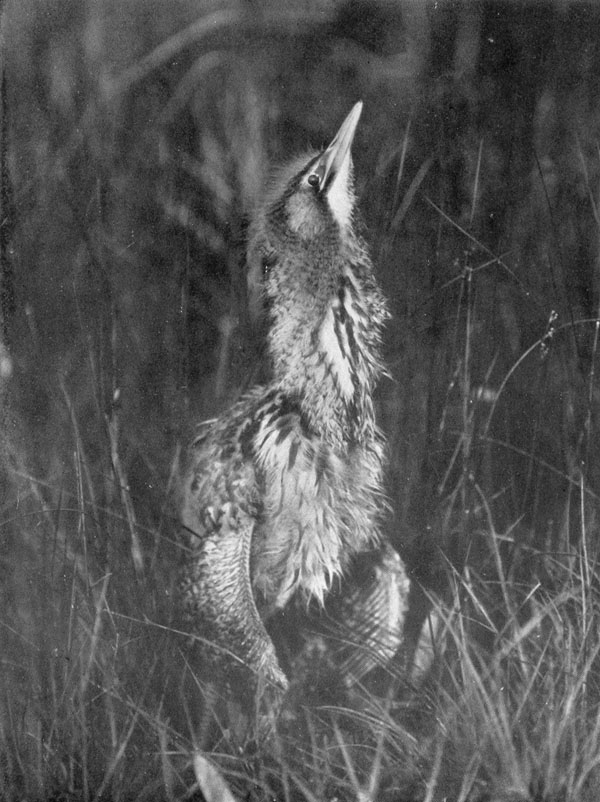
"Striking up" (colpendo verso l'alto) la fotografia della Turner del 1911 di un giovane tarabuso,la prima registrazione della riproduzione della specie nel Regno Unito dal 1886

Uno degli apici della sua carriera di fotografa fu riuscire a scoprire e a fotografare con Jim Vincent, nel 1911,  un tarabuso (Botaurus stellaris), una specie che non era stata registrata come in riproduzione nel Regno Unito dal 1886. Le sue fotografie di nidi includevano quelle della rara albanella minore  e delle prime specie riproduttive di combattenti viste nel Norfolk dal 1890. Insolitamente per l'epoca, la Whiteslea Estate, che possedeva gran parte della riserva naturale di Hickling Broad, e per la quale Vincent lavorò dal 1909 al 1944, proteggeva attivamente i suoi rapaci. Sebbene sia l'albanella minore che l'allora ancora più raro falco di palude  si riproducessero in quel luogo all'epoca, nessuno dei due fu menzionato nel suo libro Broadland Birds.
Emma Turner è stata una pioniera dell'inanellamento degli uccelli nel Regno Unito, ricevendo i primi anelli di piccole dimensioni (numeri da 1 a 10) emessi dallo schema del British Bird Marking deciso da Harry Witherby nel 1909. Partecipò inoltre a un progetto di inanellamento di breve durata chiamato Country Life. In pratica, il primo anno la Turner non fece inanellamenti o ne fece in maniera molto residuale.
La donna fu sempre descritta come fisicamente in forma ed era "abbastanza capace di utilizzare un punt o una barca a remi",  ma soffrì di periodi di malattia per tutta la vita, con un aggravamento notevole del 1907. La causa della sua malattia non fu mai chiarita, sebbene sia stata suggerita la tubercolosi. Aveva cani, in particolare dei Manchester Terrier, che addestrava a stanare gli uccelli in modo da poterli contare.

## Viaggi fino al 1923

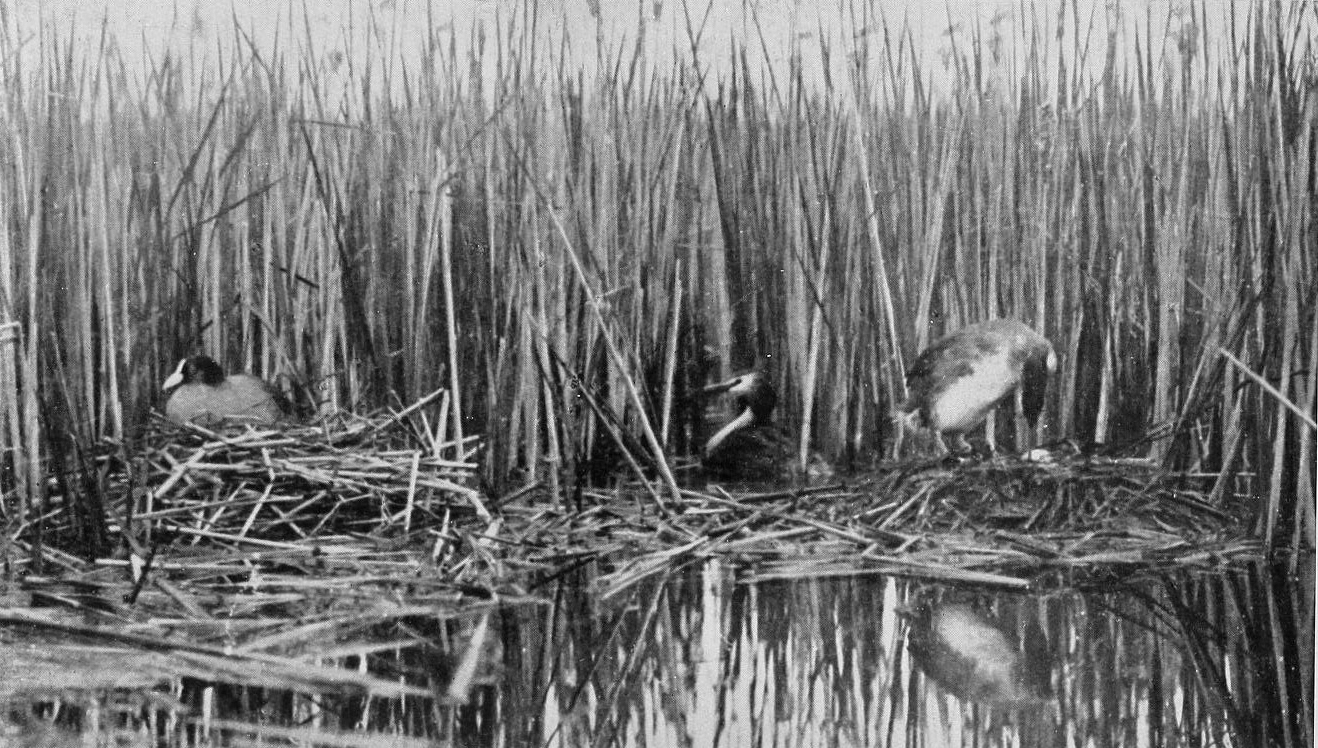
Nidificazione di folaghe e svassi maggiori dal libro Broadland Birds, l'immagine che le è valsa la medaglia d'oro dalla Royal Photographic Society

Sebbene la Turner trascorse parte dell'anno a Norfolk ogni anno dal 1901 al 1935, viaggiò molto anche altrove. Dalla casa di famiglia a Langton Green, avrebbe guidato la sua carrozza scoperta con cavallo a luoghi nel Kent e nel Sussex, ma viaggiò anche molto più lontano, comprese diverse settimane nella remota North Uist nel 1913, dove vide allevare falaropi dal collo rosso, gavie e labbi. L'anno successivo fu ospite di Mary Russell, duchessa di Bedford, nella sua casa di Meikleour, nel Perthshire. La duchessa era anche un'appassionata ornitologa e le due donne si conoscevano da diversi anni. Quando la duchessa salpò per Fair Isle sul traghetto The Sapphire, lasciò Turner a Stromness, nelle Orcadi lungo la strada. Sulle Orcadi, la Turner tentò di fotografare uccelli marini in riproduzione, fece una gita di un giorno a Hoy e, grazie a un incontro casuale si ritrovò ospite al castello di Balfour a Shapinsay. Fu ospite del colonnello David Balfour, che la riportò alle Orcadi per prendere il traghetto per Inverness, da dove andò ad Aviemore per cercare le cince.
In autunno andò al castello di Lindisfarne a Holy Island come ospite di Edward Hudson, proprietario della rivista Country Life, e vi rimase per l'inverno 1914–15 fino a maggio. L'isola è un centro di migrazione degli uccelli e lì vide molti esemplari rari come una grande averla grigia  tordo bianco. Fece anche diverse gite in barca alle Isole Farne, a quasi 10 km di distanza.

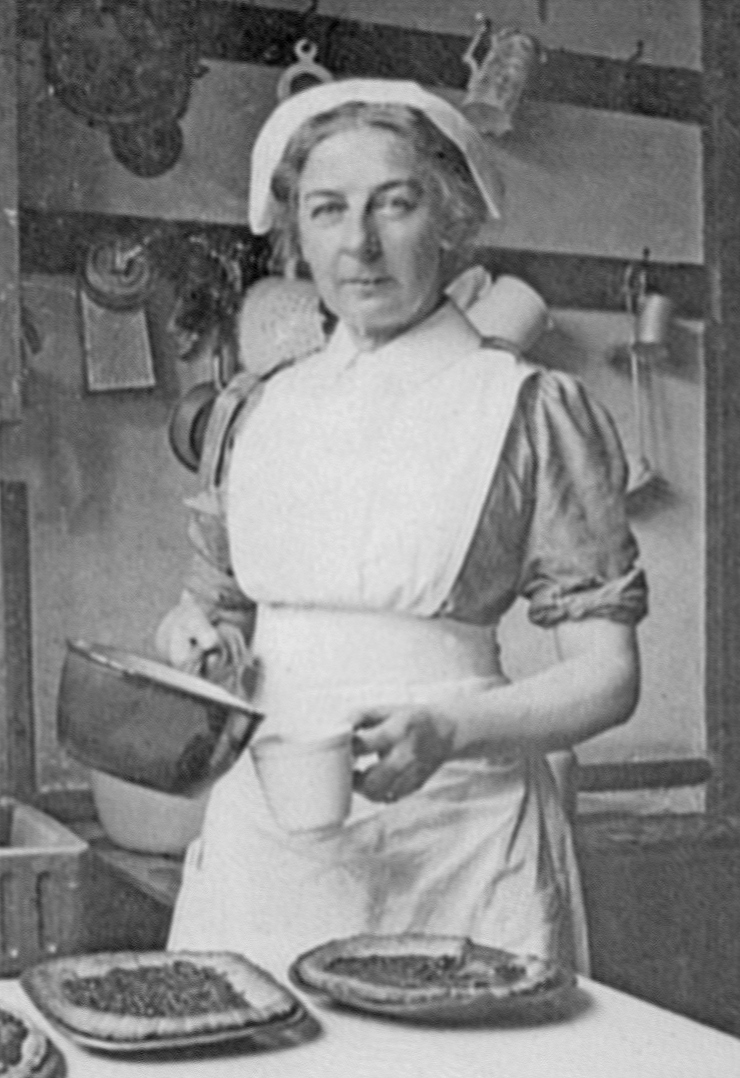
Cuoca volontaria durante la prima guerra mondiale

Probabilmente all'inizio del 1913, la Turner acquistò una casa a Girton vicino a Cambridge, la sua residenza stabile nel decennio successibo. Mancano i suoi diari per il 1916 e l'inizio del 1917, ma sembra che dalla metà della prima guerra mondiale lavorasse come cuoca part-time per il Voluntary Aid Detachment (VAD) in un ospedale militare ausiliario a Cranbrook, non lontano da Langton Green.
Il primo viaggio della donna all'estero avvenne all'inizio dell'estate 1920, quando si recò nell'isola di Texel nei Paesi Bassi. Esplorò l'isola in bicicletta, le sue specie da ricercare erano quelle che non si riproducevano regolarmente nel Regno Unito, tra cui il mignattino (Chlidonias niger), la gorgiera, la pittima reale e l'avocetta. Fu particolarmente colpita dal gran numero di usignoli cantanti. Un viaggio in Italia alla fine del 1922 in cui visitò i suoi maggiori centri culturali sembrò in gran parte dovuto all'arte e all'architettura, un raro commento ornitologico nel suo diario è l'avvistamento di un passero solitario.

## Scolt Head
Il National Trust aveva acquistato l'isola di Scolt Head  nel Norfolk nel 1923 per le sue sterne e altri uccelli nidificanti, ma era preoccupato per i danni arrecati alle colonie di nidificazione dai collezionisti di uova e, inavvertitamente, dai visitatori che camminavano attorno ai 1200 acri isola. Nel 1923 la Turner era ormai una fotografa, esperta di uccelli e autrice afermata. La Norfolk and Norwich Naturalists' Society (NNNS) propose di nominare un  "guardiano"  per supervisionare la riserva, e quando a alla donna fu riferito che stavano faticando per trovare qualcuno adatto, lei si offrì, diventando così la prima "sorvegliante" stabile per l'isola.

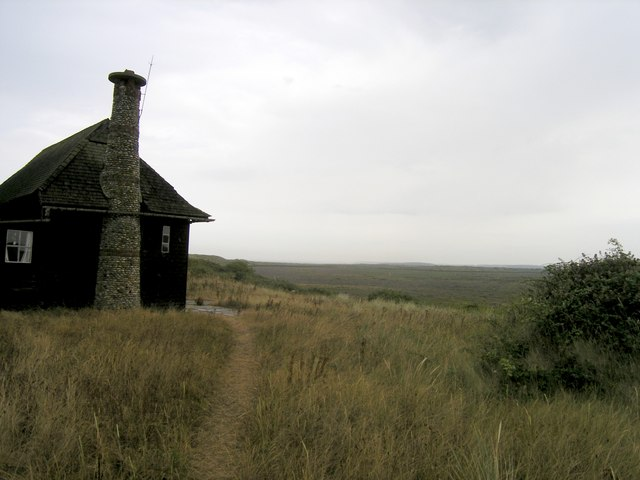
La capanna di Scolt Head nel 2006

A 57 anni, la Turner si trovò a vivere nella riserva in una capanna essenziale durante la stagione riproduttiva, senza elettricità e fortemente dipendente dalla pioggia per l'acqua dolce. Una volta protetti, gli uccelli prosperarono, il numero delle coppie nidificanti di sterna comune e beccapesci salì rispettivamente da 17 a 800 e da 59 a 640 entro il 1925, il suo ultimo anno. Oltre a studiare gli uccelli marini nidificanti, fu in grado di monitorare gli uccelli migratori e trovò una rara cicogna nera. Scrisse un libro, Birdwatching on Scolt Head, sulle sue esperienze sull'isola. Venne spesso descritta dalla stampa come la donna più sola d'Inghilterra, ma lei sottolineò che non si sentì mai sola ricevendo spesso visite.

## Dopo il 1925
Subito dopo il suo soggiorno a Scolt Island, la Turner si trasferì da Girton a Cambridge e continuò a dedicarsi alla sua passione per il giardinaggio nella sua nuova casa in periferia. Divenne attiva nel Cambridge Ornithological Club, ora Cambridge Bird Club, diventando vicepresidente e membro del comitato. Andò in Scozia nel 1926, anche se sembrava ormai essere meno attiva come fotografa, forse più concentrata sulla scrittura. Due anni dopo, si recò in Cornovaglia per vedere i gracchi, solo poche coppie erano ancora rimaste in quella contea.
Nel 1929 si recò ad Amsterdam come membro del Congresso Ornitologico Internazionale, che organizzò escursioni a Texel, al lago Naarden e a Zwanenwater . Intorno al 1933 fece una crociera nel Mediterraneo con il capo della polizia dell'isola di Man, il tenente colonnello Henry William Madoc e sua moglie. Videro più di 150 specie, di cui 52 nuove per la Turner. Dopo questo viaggio, i suoi diari diventano sporadici e incompleti e sembra che non abbia più viaggiato all'estero.

## Riconoscimenti

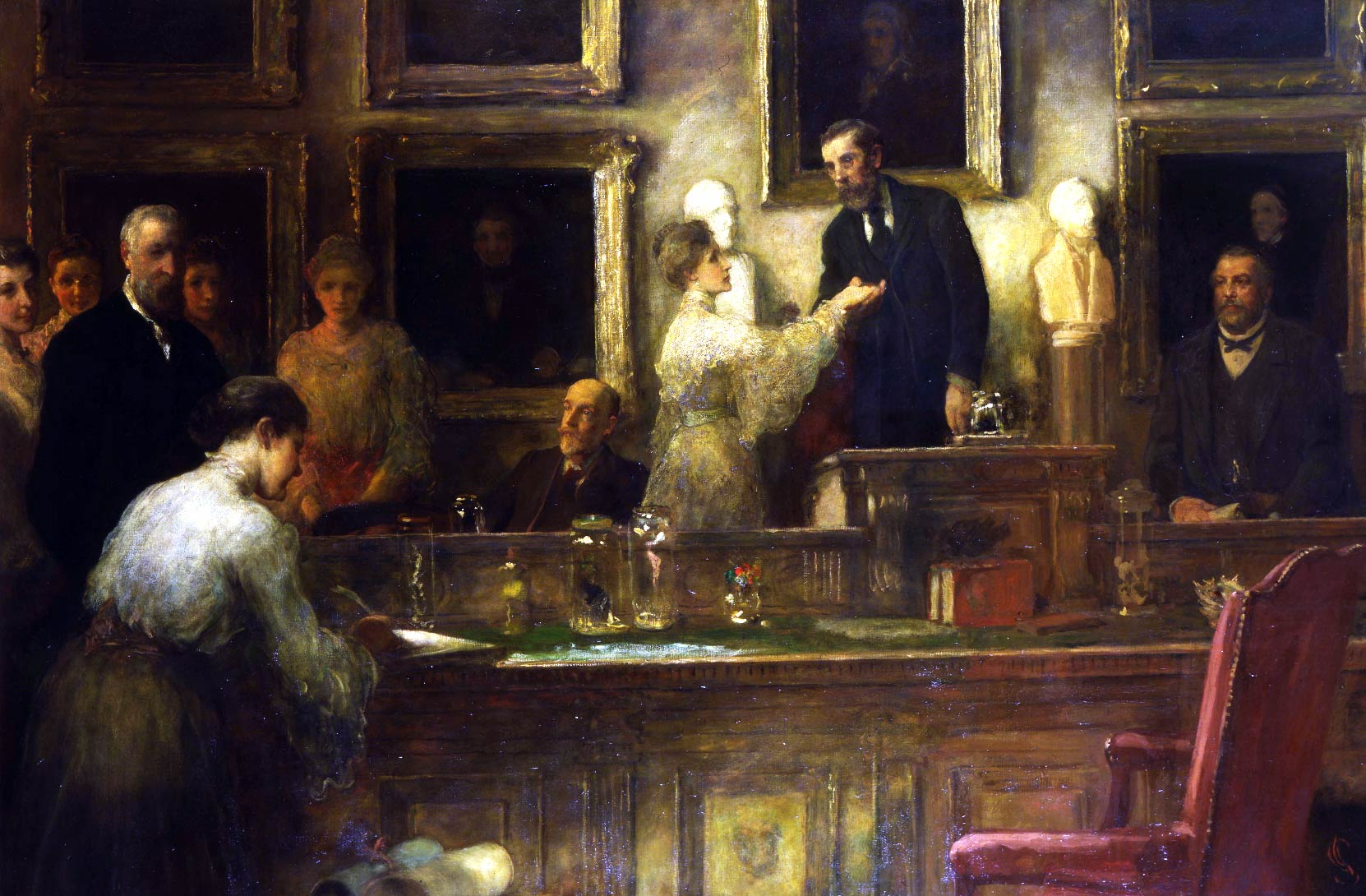
Il dipinto di James Sant del 1906 sull'ammissione delle donne alla Linnean Society di Londra nel 1904. La Turner è all'estrema sinistra.

La Turner ricevette nel 1905 la medaglia d'oro della Royal Photographic Society per la sua fotografia di uno svasso maggiore . Anche Jim Vincent ricevette una medaglia d'oro per l'aiuto fornito nell'ottenere una foto di tarabuso, nel suo caso dalla Royal Society for the Protection of Birds (RSPB) (RSPB).
Fu eletta come una delle prime 15 borsiste della Linnean Society nel dicembre 1904. All'età di 38 anni, era una delle donne più giovani ammesse.
Emma Turner fu una delle prime quattro donne membri onorari della British Ornithologists' Union (BOU) ammessa nel 1909,  e fu l'unica donna, insieme a 10 uomini,  coinvoato nell'appello del 1933 che portò alla fondazione del British Trust for Ornithology (BTO), un'organizzazione per lo studio degli uccelli nelle isole britanniche. Il suo coinvolgimento nell'appello della o BTO ersufficientementeza insolito da portare il Daily Telegraph del 7 luglio 1933 a elencarla inavvertitamente come il signor. .EL Turner. Fu presidente della Norfolk and Norwich Naturalists' Society dal 1921 al 1922.
Fu una delle vicepresidenti della Royal Society for the Protection of Birds,  anche se in seguito litigò con l'organizzazione a seguito di quella che considerava una recensione ingiusta e sprezzante del suo libro del 1935, Every Garden a Bird Sanctuary. La recensione, nel numero invernale del 1935 di Bird Notes and News della RSPB, aveva affermato che "mostrava segni di fretta e materiale estraneo raccolto per riempire gli spazi vuoti . . ." .  Fu nominata membro onorario della British Federation of University Women, nonostante non fosse laureata.

## Gli ultimi anni
La Turner perse la vista due anni prima della sua morte, il 13 agosto 1940, e un'operazione per rimuovere la sua cataratta non ebbe successo. Il fallimento dell'intervento chirurgico e l'avvento della fotografia a colori, che secondo lei avrebbe portato all'oblio del lavoro svolto nella sua vita, fecero sì che i suoi ultimi anni non fossero felici.
Nel testamento chiedeva di essere cremata. Ha lasciato il suo materiale fotografico alla BTO e i diritti d'autore del suo libro del valore di 50 sterline vennero lasciati in eredità a suo nipote, Geoffrey Cater Turner. Le sue barche, i mobili e la maggior parte degli altri oggetti personali furono lasciati a sua nipote, Enid Mary Fowler. Il resto della sua proprietà doveva essere diviso da entrambi. Cancellò postume le 900 che suo fratello Frank le doveva. La sua proprietà è stata valutata alla successione a 3031 sterline dell'epoca. .

## Eredità

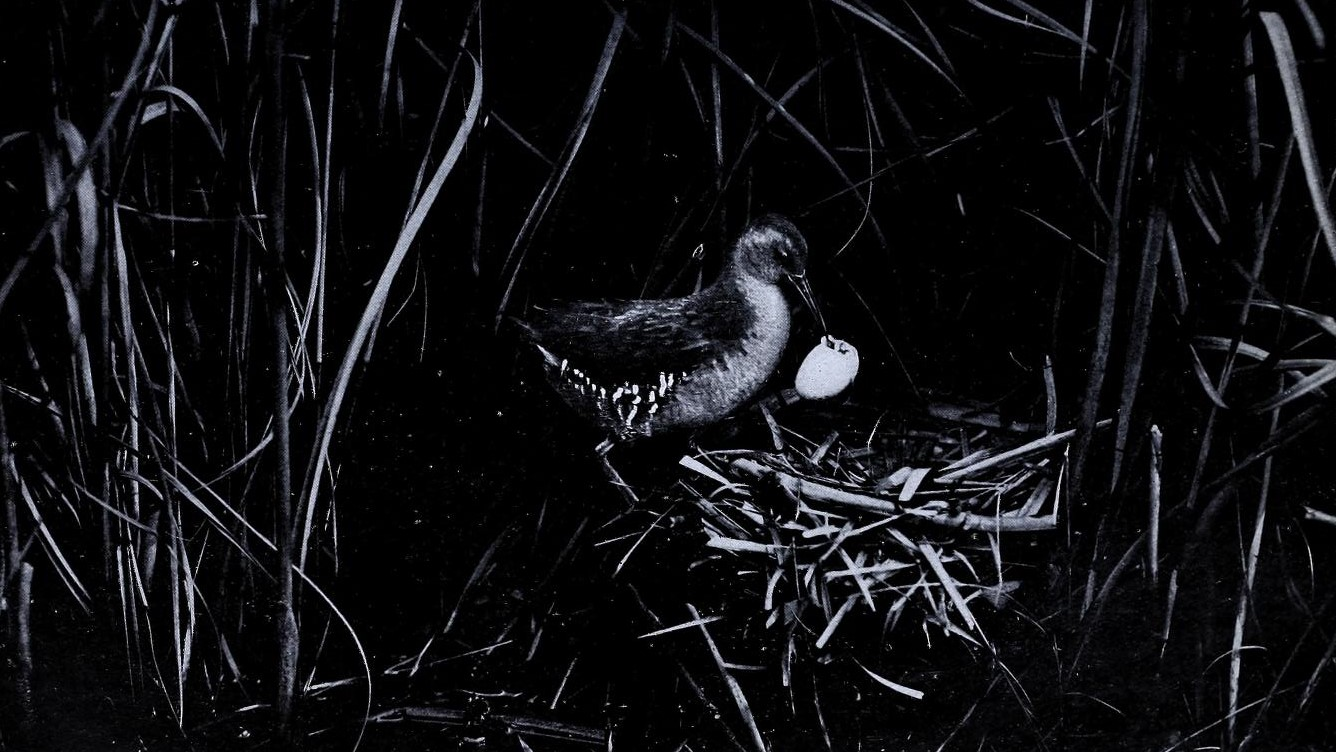
Porciglione dal libro Broadland Birds.

Turner è stata una pioniera nel suo lavoro fotografico a livello di preparazione, risultati ed estetica, e ottenne elogi da fotografi professionisti come William Plane Pycraft, che disse della Turner e di un certo H.B. Macpherson:
"combinano eccezionale spirito di osservazione con abilità nell'uso della fotocamera. Questa combinazione a un così alto livello di perfezione è raro, e richiede un terzo elemento per raggiungere il successo, la resistenza in condizioni difficili".
Era anche rispettata per la sua scrittura, attirando consensi da giornali nazionali tra cui The Daily Telegraph, Manchester Guardian e The Observer. The Observer, nella sua recensione di Bird Watching on Scolt Head, elogiò il libro per la conoscenza e l'impegno dell'autrice aggiungendo che la qualità della scrittura "È buona come ogni cosa presente nel Voyage of the Beagle". Il suo libro, Broadland Birds, pubblicato nel 1924, costituì la base di un programma radiofonico sulla sua vita, Emma Turner; a life in the reeds, trasmessa dalla BBC nel 2012, prodotta da Sarah Blunt e con registrazioni sonore di Chris Watson.

## Pubblicazioni

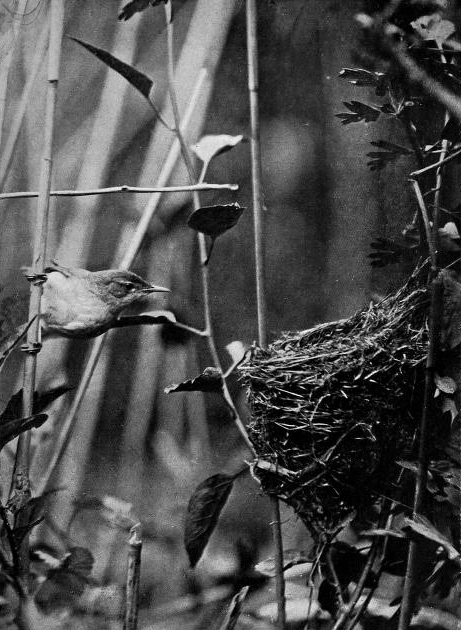
Una cannaiola e il suo nido dal libro Broadland Birds

La Turner scattò centinaia, se non migliaia di fotografie nella sua vita, molte delle quali sono apparse nelle sue numerose pubblicazioni. La maggior parte delle lastre originali sono state donate alla Royal Society for the Protection of Birds, o lasciate in eredità alla British Ornithologists' Union, ma a parte le sue immagini del tarabuso, praticamente tutte sembravano perse dal 1940 fino al 2020, quando centinaia di lastre e diapositive sono state ritrovate in una scatola di cartone presso la sede della B.T.O. a Thetford.
Autrice di otto libri,  è stata anche una delle principali collaboratrici o curatrici di capitoli di almeno altre sei pubblicazioni multi-editore,  scrivendo otto dei 48 resoconti in The British Bird Book e otto sezioni della fauna selvatica delle isole britanniche in immagini (Wildlife of the British Isles in Pictures) di Country Life.  Lavorò a un resoconto degli uccelli di Norfolk almeno dal 1911 al 1915, ma non fu mai pubblicato, probabilmente perché scelse di non includere i documenti della tenuta di Whiteslea e nessun manoscritto è stato mai trovato da allora.
Emma Turner ha scritto più di 30 articoli per British Birds, uno dei quali era una recensione del 1919 sulla biologia riproduttiva del tarabuso illustrato con le sue fotografie del nido. Ha contribuito anche ad altre riviste, soprattutto su Transactions of the Norfolk e alla Norwich Naturalists' Society.
Ha collaborato regolarmente a Country Life, per il quale scrisse più di 60 articoli, e ha anche contribuito frequentemente ad altre pubblicazioni locali e nazionali, inclusi quattro articoli sul Times sulla fauna selvatica del Norfolk. Le sue fotografie sono state spesso pubblicate nel The Photographic Journal della R.P.S.,  e nel 1917 è stata coautrice di un articolo tecnico sulla retinatura nella stessa pubblicazione.
Oltre all'attività di scrittrice, Emma Turner teneva diari tascabili e quotidiani. Questi, insieme a ritagli di stampa e fotografie, sono stati donati alla B.T.O. nel 2011, sebbene la sua calligrafia fosse così illeggibile da aver richiesto assistenza di specialisti.

### Libri

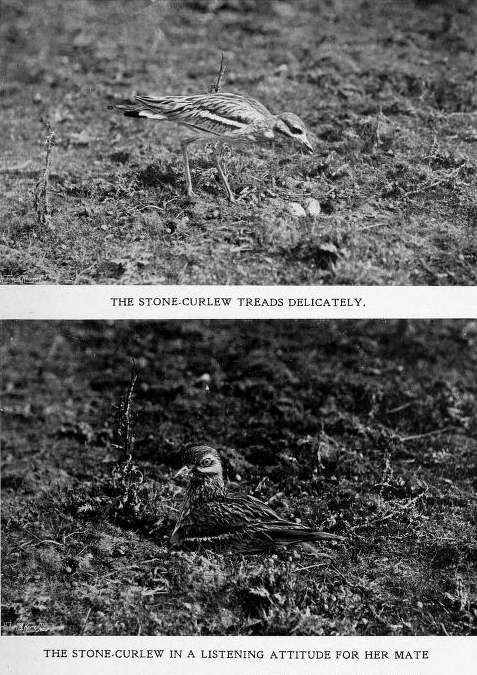
Occhioni comuni (Burhinus oedicnemus) da Broadland Birds

- Emma Turner e P H Bahr, The Home Life of Some Marsh Birds, London, H. F. & G. Witherby, 1907.[N 12]
- Emma Turner, Broadland Birds, London, Country Life, 1924.
- Emma Turner e Robert Gurney, A Book about Birds, London, C Arthur Pearson, 1925.[N 13]
- Emma Turner, Birdwatching on Scolt Head, London, Country Life, 1928.
- Emma Turner, Stray Leaves from Nature's Notebook, London, Country Life, 1929.
- Emma Turner, Togo, My Squirrel, London, J W Arrowsmith, 1932.
- Emma Turner, My Swans the Wylly-Wyllys, London, J W Arrowsmith, 1932.
- Emma Turner, Every Garden a Bird Sanctuary, London, H.F. & G. Witherby, 1935.

### Annotazioni
1. ↑  Only two of her cameras have been recorded; a quarter-plate Birdland Reflex, and a made-to-order half-plate model. The Birdland camera sold at the time for £20 17s, equivalent to about £2000 at 2020 prices.[3]
2. ↑  Turner's Island coordinates 52.735206°N 1.586171°E
3. ↑  This was presumably at the request of the estate, which was leased by a syndicate including cabinet ministers Edwin Montagu and Sir Edward Grey. Edwin Montagu had no connection to the bird of prey that shares his name, which was described by the naturalist George Montagu.[7]
4. ↑  The quote is from Edwin Vincent, son of Jim Vincent, Edwin Montague's gamekeeper.[8]
5. ↑  The last successful breeding in Cornwall was in 1947, and the last two birds were dead by 1973. Natural recolonisation commenced in 2001.[13]
6. ↑  The letter was signed: 
  - Desborough
  - Hugh S. Gladstone
  - Grey of Fallodon
  - Julian S. Huxley (Chancellor of Oxford University)
  - T. G Longstaff
  - Percy R. Lowe
  - P. Chalmers Mitchell
  - Rothschild
  - Scone M.P. (Chairman, British Trust for Ornithology)
  - E. L. Turner
  - H. F. Witherby (President, British Ornithologists' Union)

[19]
7. ↑  In the introduction to Masterpieces of Bird Photography  (1947) its editors Eric Hosking and Harold Lowes lament that Turner's picture of a water rail could not be included as "Try as we would it was impossible to locate prints or negatives" of that and certain others' "notable pictures".
8. ↑  Her biographers list five, but have omitted the technical text " William Joseph Smith, Emma Louisa Turner e C D Hallam, Photo-engraving in Relief: A Textbook Intended for the Use of Apprentices and Others Interested in the Technique of Photo-engraving, first, London, Pitman, 1937."
9. ↑   F B Kirkman, The British Bird Book, London, T C & E C Jack, 1910–1913., to which she also contributed photographs, and  Pitt (a cura di), The Romance of nature: Wildlife of the British Isles in Pictures, London, Country Life, 1936–1954. This was initially published in parts.
10. ↑  Her biographers appear to have overlooked her contributions to this journal and its exhibitions. For example, volume 46 p. 231 (1906) lists images of coot, great crested grebes, red-backed shrikes and long-tailed tits, and volume 49 p. 277 (1909) has sparrowhawk and wheatear
11. ↑  The material was donated by her great-niece, Joan Keeling, and her half-cousin Julia Volrath.
12. ↑  Phillip Henry Bahr, later Manson-Bahr was a zoologist, physician and BOU member who contributed chapters on the red-throated diver, black-headed gull and common snipe.
13. ↑  Robert Gurney was a Hickling landowner, zoologist and Turner's friend.[33]

### Fonti
1. 1 2   James Parry e Jeremy Greenwood, A double century for bitterns (PDF), in British Birds, vol. 104, n. 12, 2011,  pp. 743-746.
2. 1 2 3  Parry & Greenwood (2020) pp. 1–6.
3. ↑  Parry & Greenwood (2020) p. 28.
4. 1 2 3   Bernard Beryl Rivière, Miss E. L. Turner, in British Birds, vol. 34, n. 4, aprile 1940,  p. 85, Bibcode:1940Natur.146..424B, DOI:10.1038/146424b0. URL consultato il 2 novembre 2020 (archiviato dall'url originale il 7 novembre 2020).
5. ↑   E L Turner, The return of the bittern to Norfolk, in British Birds, vol. 5, 1911,  pp. 90-97. Plate 4 "Striking upwards".
6. ↑  Parry & Greenwood (2020) pp. 23–25.
7. ↑   James Macdonald Lockhart, Raptor: A Journey Through Birds, London, Fourth Estate, 2017,  p. 182, ISBN 978-0-00-745989-6.
8. ↑   James Vincent e George Edward Lodge, A Season of Birds: A Norfolk Diary, 1911, first, London, Weidenfeld & Nicolson, 1980,  p. 14, ISBN 978-0-297-77830-1.
9. 1 2 3   Catharine M C Haines e Helen M Stevens, International Women in Science – a Biographical Dictionary to 1950, Santa Barbara, ABC-CLIO, 2001,  p. 310, ISBN 978-1-57607-090-1.
10. ↑   Copia archiviata, su vad.redcross.org.uk. URL consultato il 24 aprile 2022 (archiviato dall'url originale il 29 ottobre 2021).
11. 1 2  Parry & Greenwood (2020) pp. 38–40.
12. 1 2  Parry & Greenwood (2020) pp. 41–48.
13. ↑   Cornish chough, su rspb.org.uk, Royal Society for the Protection of Birds. URL consultato il 17 ottobre 2020 (archiviato dall'url originale il 19 ottobre 2020).
14. 1 2 3  Parry & Greenwood (2020) pp. 75–78.
15. ↑   A double century for bitterns (PDF), in British Birds, vol. 104, n. 12, 2011,  pp. 743-746.
16. ↑   vol. 47, 2020, DOI:10.3366/anh.2020.0618,  https://oadoi.org/10.3366/anh.2020.0618.
17. ↑   linnean.org,  https://www.linnean.org/news/2020/03/27/celebrating-the-first-women-fellows. URL consultato il 5 ottobre 2020.
18. ↑   vol. 101, 1959, DOI:10.1111/j.1474-919X.1959.tb02352.x,  https://oadoi.org/10.1111/j.1474-919X.1959.tb02352.x.
19. 1 2   Observers of Birds (PDF), in The Times, London, Times Publishing, 1º luglio 1933. URL consultato il 21 novembre 2020 (archiviato dall'url originale il 27 aprile 2015).
20. ↑   norfolknaturalists.org.uk,  https://norfolknaturalists.org.uk/wp/?s=E+L+Turner&submit=Search. URL consultato il 16 ottobre 2020.
21. ↑   Miss Emma Louise Turner, in Ibis, vol. 83, n. 1, 1941,  pp. 188-189, DOI:10.1111/j.1474-919X.1941.tb00609.x.
22. 1 2 3  Parry & Greenwood (2020) p. 67.
23. ↑   probatesearch.service.gov.uk,  https://probatesearch.service.gov.uk/Calendar?surname=Turner&yearOfDeath=1940&page=6#calendar.
24. 1 2 3  Parry & Greenwood (2020) pp. 68–69
25. ↑   William Plant Pycraft, Some neglected aspects in the study of young birds, in Transactions of the Norfolk and Norwich Naturalists' Society, vol. 10, n. 5, 1920,  pp. 408-416. URL consultato il 19 settembre 2020 (archiviato dall'url originale l'11 novembre 2020).
26. ↑  Parry & Greenwood (2020) pp. 70–71.
27. ↑   A Lonely Sanctuary, in The Observer, London, 3 febbraio 1929.
28. ↑   https://www.bbc.co.uk/iplayer/episode/b019rlz0/Nature_Series_5_Emma_Turner_a_life_in_the_re.
29. ↑   Chris Hill, It was like discovering the tomb of Tutankhamun – Famous Norfolk nature photos resurface after 100 years, in Eastern Daily Press, Norwich, Archant, 19 giugno 2020. URL consultato il 21 novembre 2020 (archiviato dall'url originale il 15 novembre 2020).
30. 1 2 3 4 5 6  Parry & Greenwood (2020) pp. 83–84
31. ↑   Emma Turner, The bittern in the Norfolk Broads: 'A great entail', in British Birds, vol. 13, n. 1, giugno 1919,  pp. 5-12.
32. ↑   vol. 57, 1917,  https://archive.rps.org/archive/volume-57/727793.
33. ↑  Parry & Greenwood (2020) p. 20.